# Abou Diaby
Vassiriki Abou Diaby (Pariz, 11. svibnja 1986.) bivši je francuski nogometaš bjelkošćanskih korijena. Diaby igra na poziciji središnjeg veznog igrača.

## Vanjske poveznice
- Profil na Transfermarktu
- Profil na Soccerwayu